# Mühlstraße (Tübingen)

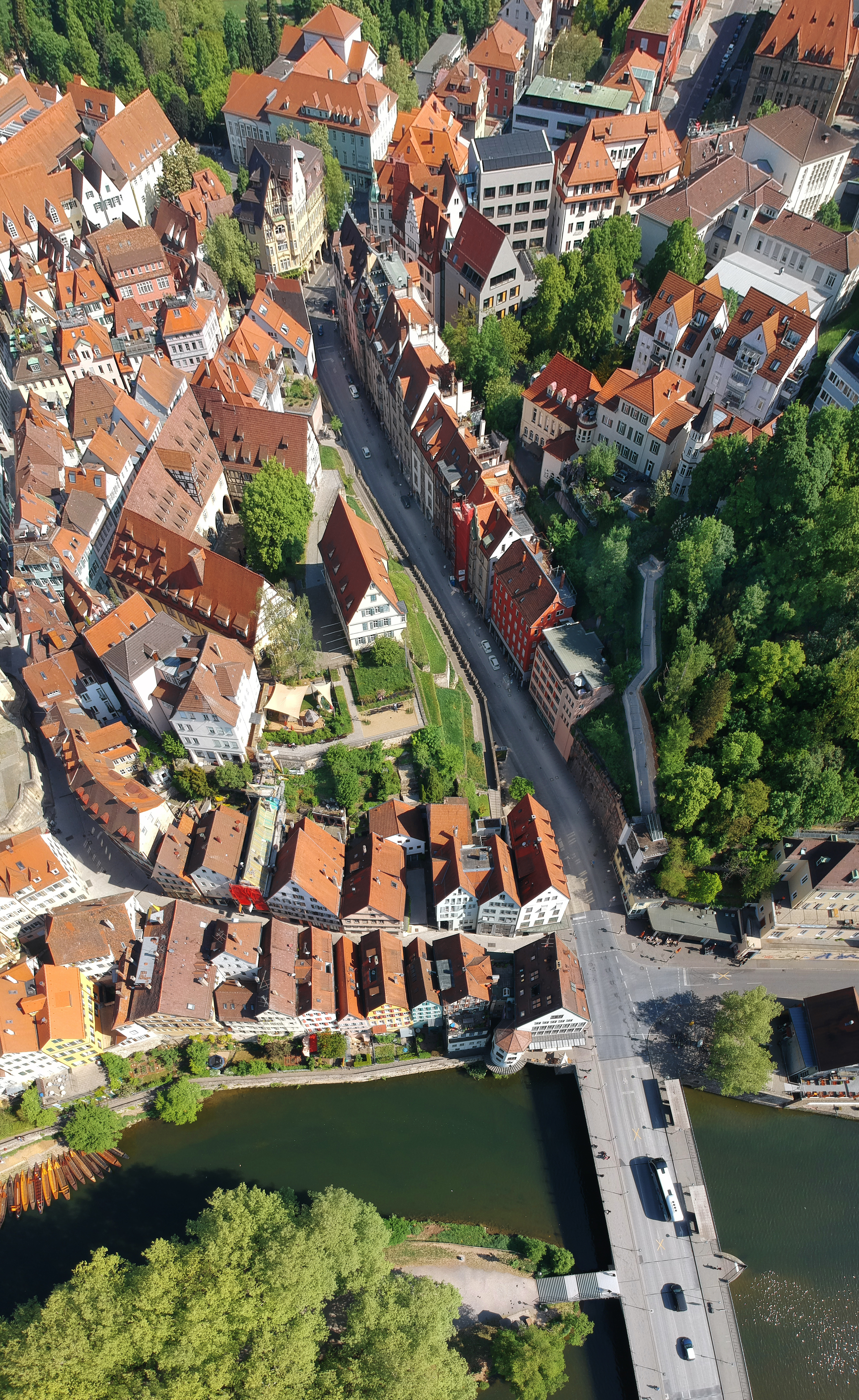
Mühlstraße, südlich anschließend die Eberhardsbrücke (2018)

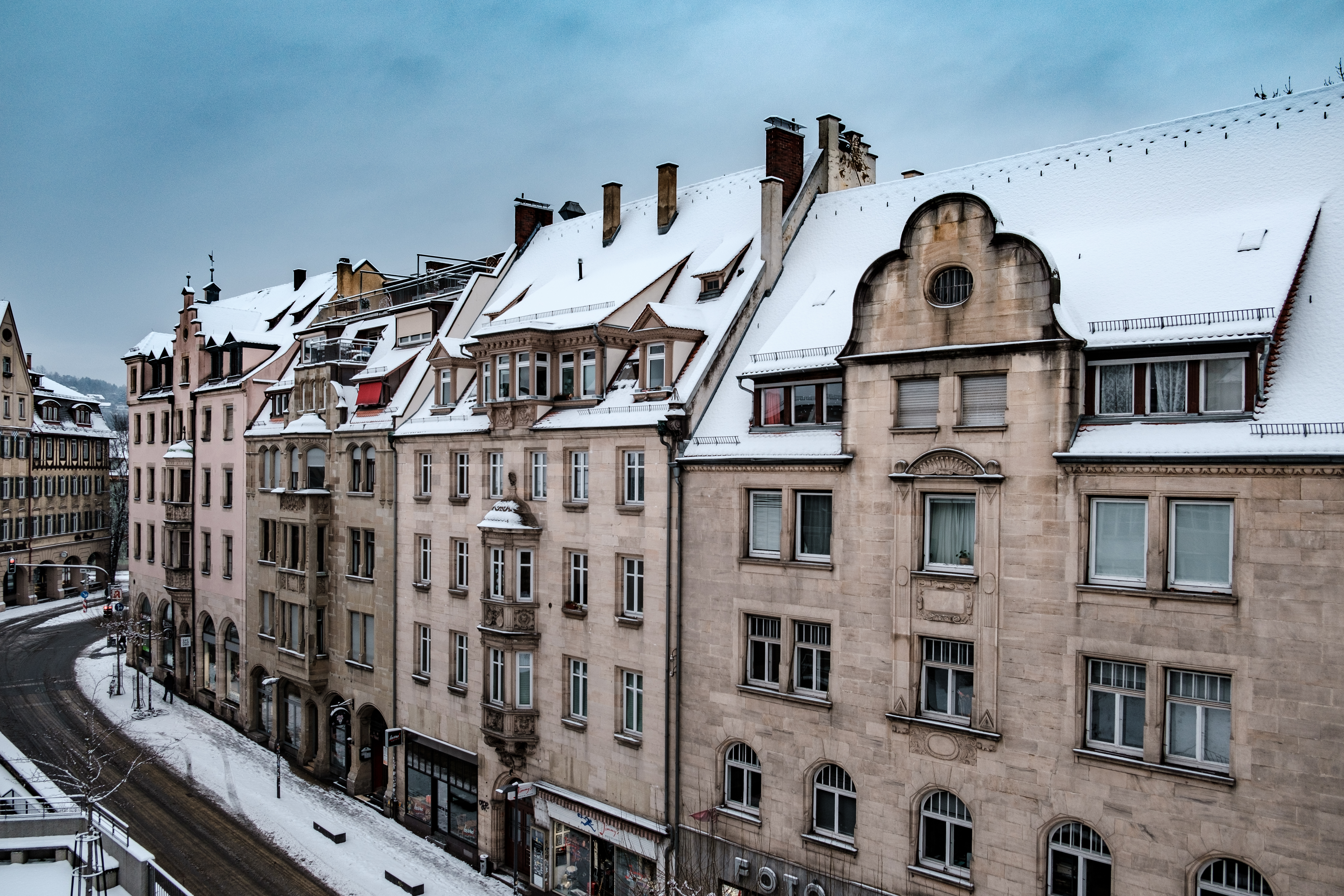
Mühlstraße von der Schulbergtreppe aus, Gebäude im Nürnberger Stil

Die Mühlstraße in Tübingen ist eine zentrale Straße durch den Gelände-Einschnitt zwischen Altstadt und Österberg.
Sie verbindet die über den Neckar führende Eberhardsbrücke mit dem Lustnauer Tor. Am Südende treffen Neckargasse, Gartenstraße und Eberhardsbrücke zusammen, am Nordende beginnt die Wilhelmstraße; die Neue Straße, die Doblerstraße, die Österbergstraße und die Pfleghofstraße treffen hier zu einem kleinen Platz am Lustnauer Tor (auch „Schimpf-Eck“ genannt) zusammen.

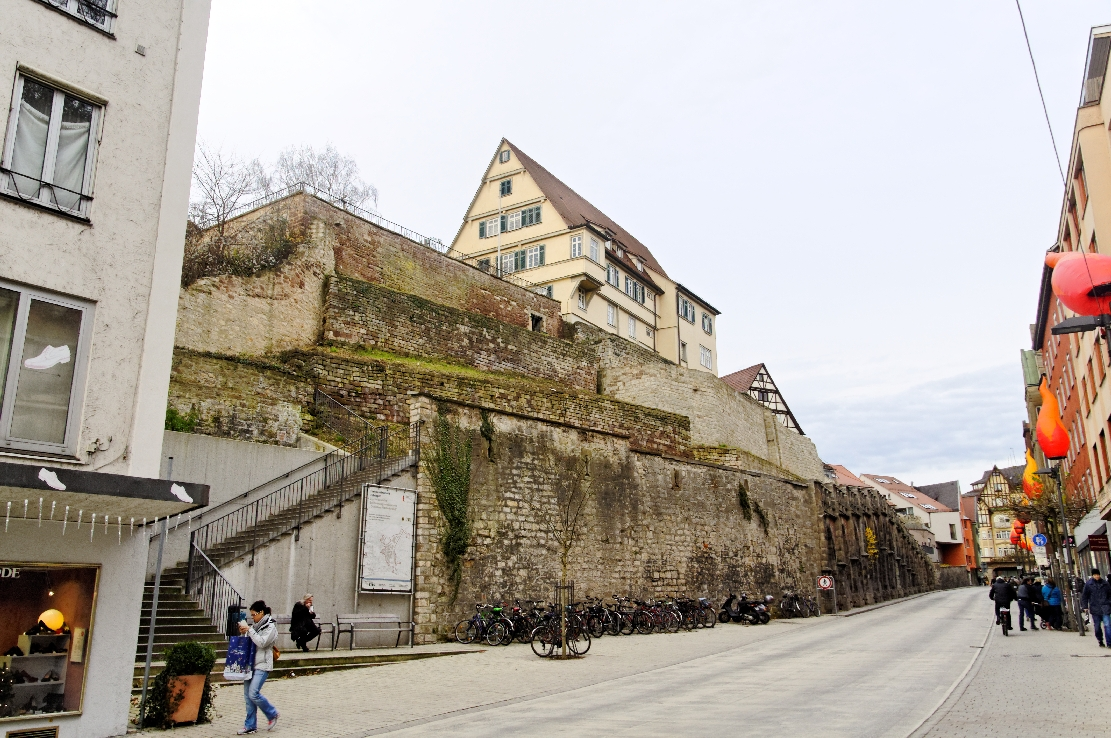
Blick in Richtung Lustnauer Tor/Schimpfeck, Dezember 2014 (nach dem Umbau der Straße)

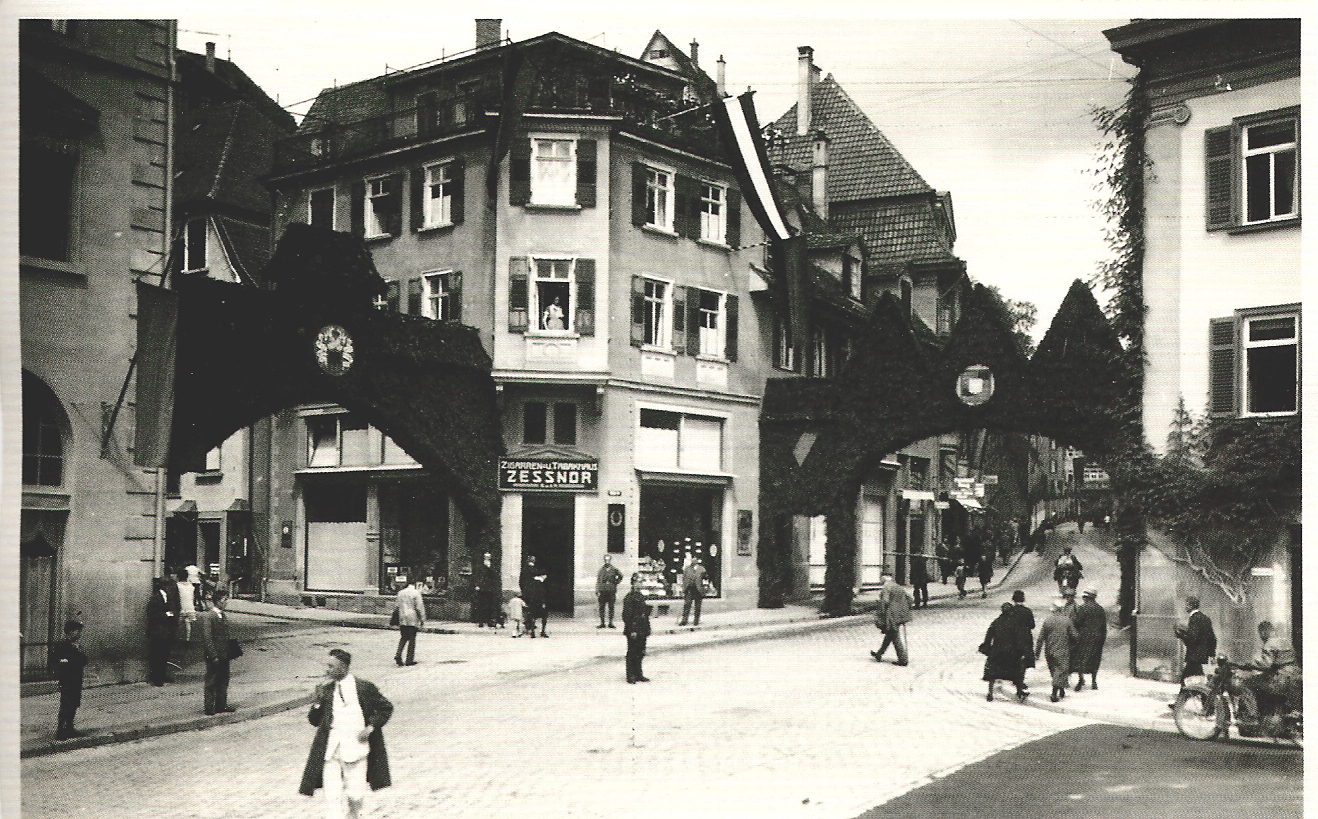
Neckartor mit Blick in die Mühlstraße, festlich geschmückt zum Uni-Jubiläum 1927. Keines der hier zu sehenden Gebäude besteht heute noch: links Eckhaus am Neckartor, dann Mühlstr. 1 und rechts Uhlandhaus, jeweils im Zweiten Weltkrieg zerstört. In der Mitte mit Spitzdach Mühlstr. 3, 2009 abgerissen.

## Name
Die Mühlstraße hat ihren Namen von den ehemaligen drei Mühlen (Getreide-, Walk- und Pulvermühle), die mit dem Wasser des Ammerkanals betrieben wurden. Um 1450 beschloss die Stadt, den Österberg zwischen Ammertal und Neckartal durchstechen zu lassen. Durch den neuen Graben wurde der Ammerkanal direkt in den Neckar abgeleitet. Mit einem Gefälle von etwa 8,5 Metern zwischen Ammer- und Neckartal war der Betrieb der drei Mühlen möglich.
Am unteren Ende des Mühlgrabens lag bis 1706 die herzogliche Pulvermühle. Wie die weiter oben gelegene Grabenmühle ist sie wohl schon bald nach Fertigstellung des Grabens errichtet worden. Nach einer Serie von Unfällen – beim letzten war die komplette Mühle explodiert – ordnete Herzog Eberhard Ludwig 1706 ihre Verlegung an und ließ den Neubau weit außerhalb der Stadt vor dem Haagtor errichten. Den alten Platz der Pulvermühle erwarb die Stadt, um darauf 1708 eine weitere Getreidemühle, die sogenannte Neumühle, zu erbauen. Zusammen mit den anderen städtischen Mühlanlagen wurde auch sie 1835 privatisiert und in der Folgezeit mehrfach umgebaut.
Während der Zeit des Nationalsozialismus hieß die Straße bis 1945 Adolf-Hitler-Straße.

## Bau

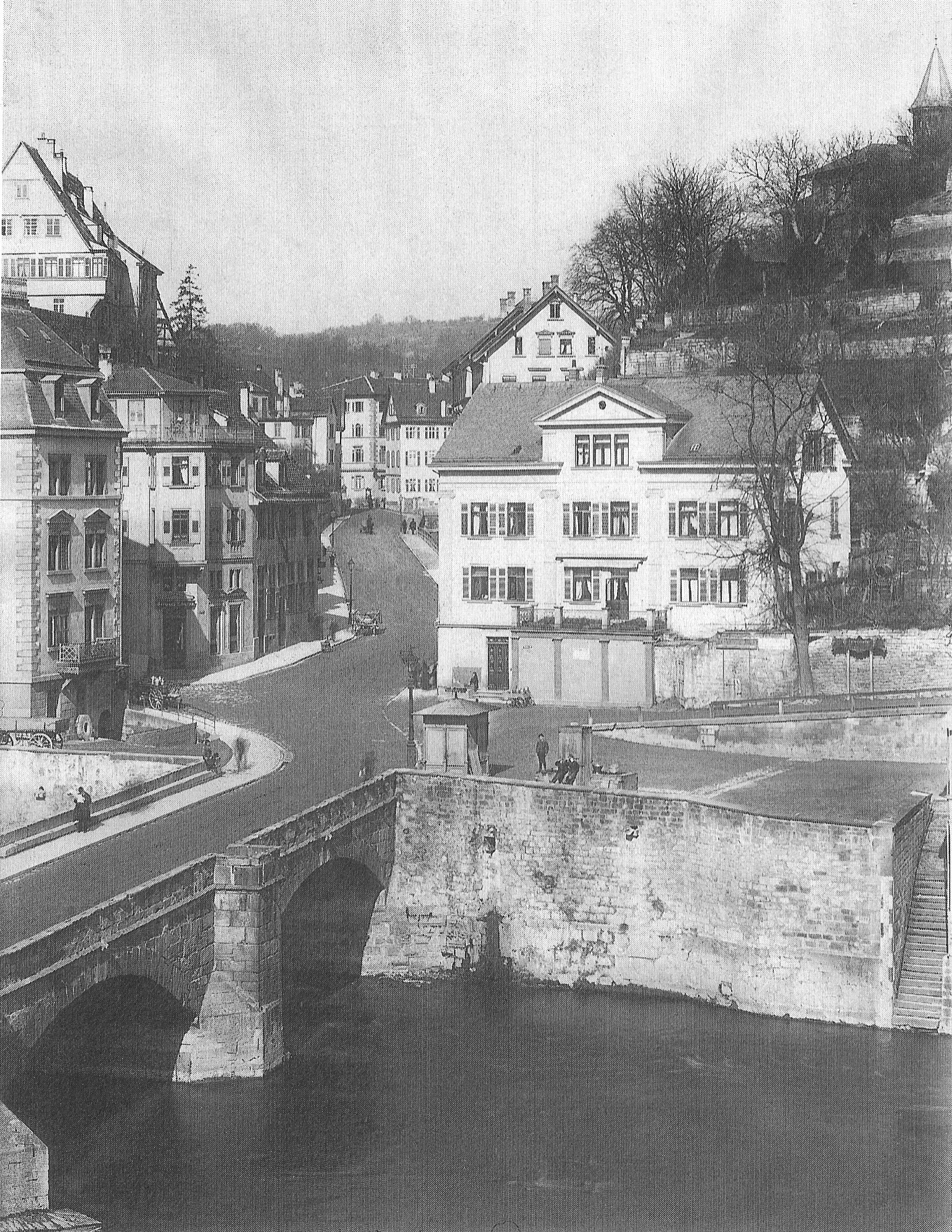
Mühlstraße um 1895

Der Bau der Straße erfolgte 1885 bis 1887 anstelle des ehemaligen Mühlwegs. Der bereits bestehende, aber schmale Geländeeinschnitt wurde etwas verbreitert, die Getreidemühle, die Walkmühle und die Pulvermühle wurden entfernt. Als Baufirma kam unter anderen Clemens & Decker zum Einsatz. Die Mauerfassade der Hangabstützungen wurde nach dem Vorbild der Stützmauern der Burg Hohenzollern ausgeführt. Auf der Westseite ersetzte sie größtenteils die dortige alte Stadtmauer und ist daher, leicht romantisierend, einer Befestigungsmauer mit Zinnen nachempfunden. Ein Stück originale Stadtmauer mit vier Schießscharten ist am unteren Ende noch erhalten.
Ziel des Ausbaus der Mühlstraße war es, sie als „lebhafteste und schönste“ Straße zu bauen.

## Gebäude
Der Baustil der um die Jahrhundertwende erbauten Gebäude in der oberen Mühlstraße entstammt dem Historismus und dem etwa 1880 aufgetretenen, sogenannten „Nürnberger Stil“. Dieser zeichnet sich durch die Übernahme lokal prägender dekorativer Formen des historischen Bestandes aus. Er bezieht sich vor allem auf den Übergang von Spätgotik zu Frührenaissance – die Zeit, in der auch Tübingen einen großen Aufschwung erlebte, wenn auch damals fast nur in Fachwerkbauweise. Treibende Kraft bei der Entwicklung dieses Stils war Conradin Walther, Professor an der Nürnberger Kunstgewerbeschule, mit seinen Schülern. Trotz Mittelalter-Imitat war die Mühlstraße eine erste Adresse für den neuzeitlichen Luxus. Wein- und Tabakgeschäfte, Fotografen, Herrenausstatter (Knecht in Nr. 12) und Juweliere gab es dort – und selbstständige Frauen: die Tanzlehrerin Lina Anweiler-Kloren (Nr. 10) und die Maschinenschreiberin Berta Wochele in Nr. 18. 1942 betrieb hier Berta Leibbrand eine vegetarische Pension. Die sieben Häuser dieses Baustils wurden 1900–03 erbaut, darunter das „Deutsche Haus“ mit Erker und Treppengiebel an der Ecke Lustnauer Tor. Im etwas älteren Haus Nr. 8 befand sich um 1900 die Gaststätte „König Karl“.

## Verkehr und Planung
Lange Zeit war die Straße die einzige von Kraftfahrzeugen befahrbare Verbindung zwischen nördlicher und südlicher Kernstadt und oft verkehrsüberlastet. Erst der vierspurige, allerdings weit im Westen liegende Tunnel der B 28 hat für eine gewisse Entspannung gesorgt. Seit 1993 ist das Befahren vom Lustnauer Tor abwärts nur mit Taxis, Bussen, Fahrrädern und für Notfälle erlaubt, PKW vom Neckar kommend in Richtung Wilhelmstraße durften die Mühlstraße weiterhin benutzen.
Im Rahmen des Projekts Innen:Stadt der Stadtverwaltung wurden 2009 Maßnahmen zur weitgehenden Sanierung, Verschönerung und Aufwertung der Mühlstraße durchgeführt. Einzelheiten wurden im Vorfeld, währenddessen und danach heftig diskutiert.
Ab 28. Juni bis Ende November 2009 kam es wegen dieser Bauarbeiten einschließlich des Abrisses des Gebäudes Mühlstraße 3 sowie wegen der Belagsarbeiten auf der Neckarbrücke zu Sperrungen für den Verkehr. Auch die Busse durften in dieser Zeit nicht mehr durch diese Straße fahren.
Die Fahrbahn der Mühlstraße wurde auf eine Mindestbreite beschränkt. Meterdicke Betonplatten sollen ihr für lange Zeit Stabilität verschaffen, die Oberfläche erhielt eine transparente Beschichtung. Der früher asphaltierte Bürgersteig wurde verbreitert und mit hellen Betonsteinen gepflastert, ist nun aber auch für Radfahrer zur Fahrt bergauf freigegeben, während es einen eigenständigen Radweg nicht gibt. Auch Kurzzeit-Parkplätze sind auf der Fläche des Bürgersteigs angelegt. Mehrere kleine Bäume mit Holzspalier begrünen diesen Bereich. Die Stützmauer von 1887 wurde durch mehrere eingebohrte Metallanker stabilisiert. Die Straße wird durch eine neue Beleuchtung (Laternen und Bodenstrahler an der Mauer) erhellt.
Oberbürgermeister Boris Palmer befürwortete eine Sperrung der Mühlstraße für den Durchgangsverkehr auch von Süden, wollte dies aber nicht gegen einen ggf. anderslautenden Mehrheitswillen in der Bevölkerung durchsetzen. Gegen eine Vollsperrung hatte sich 2012 eine Bürgerinitiative vom Österberg gebildet. Bei einer für den Gemeinderat nicht bindenden Abstimmung im Februar 2020 stimmten 52,4 Prozent der Beteiligten gegen eine Sperrung der Mühlstraße. Palmer interpretierte das Ergebnis daraufhin als ausgeglichen.
Im April 2022 erfolgte die Vollsperrung der Mühlstraße für den motorisierten Individualverkehr wegen einer Baustelle an der Friedrichstraße. Im Januar 2023 stimmte der Tübinger Gemeinderat mit klarer Mehrheit für die dauerhafte Sperrung der Mühlstraße für Autos.

## Treppe, Weg und Brücke
Zwischen 2011 und 2013 wurde nach kontroversen Debatten ein neuer Treppenaufgang an der Stelle des abgerissenen Hauses Mühlstraße 3 zu einem ebenfalls neuen Fußweg oberhalb der Stadtmauer am begrünten Schulberg-Hang zur Pfleghofstraße und beim Haus der Bar Schwarzes Schaf (früher Tangente-Night) zur oberen Mühlstraße gebaut. Diskussionen um Verkehrsverbesserungen, einen Fußweg am Schulberg und eine Brücke zwischen Altstadt und Österberg begannen bereits in den späten 1940er Jahren.